# 金色玫瑰犹太会堂
金色玫瑰犹太会堂 (烏克蘭語：Дніпровська Хоральна Синагога «Золота Роза»)是乌克兰第聂伯罗的一座犹太会堂，位于科特苏宾斯基街/肖洛姆-阿莱汉姆街。

## 历史

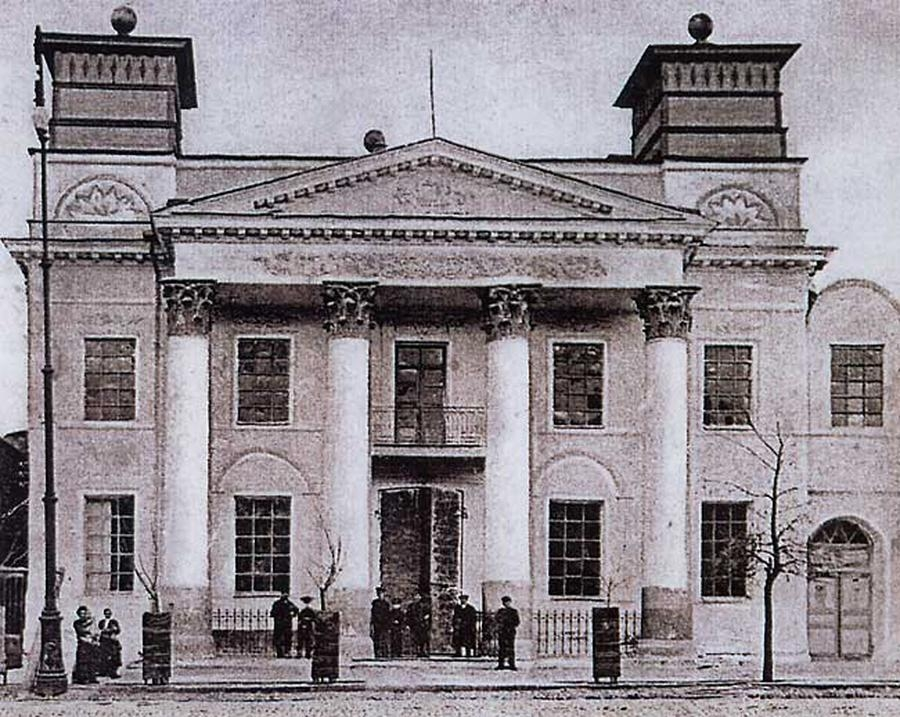
20世纪初的金色玫瑰犹太会堂

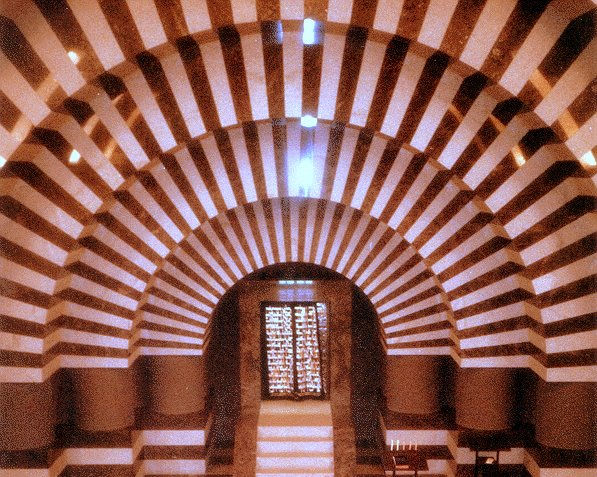
妥拉柜

金色玫瑰犹太会堂建于1868年（当时第聂伯罗称作叶卡捷琳诺斯拉夫）。1924年，这座建筑改为工人俱乐部和仓库，门廊上方原来安放大卫之星的地方，改为安放苏联国徽。1996年，该建筑归还给犹太社团。1999年开始重建，由当地犹太建筑师 A. 多尔尼克设计。以色列艺术家弗兰克·梅斯勒, 设计了门厅、祈祷大厅和妥拉柜。在圣所入口上方是一朵由梅斯勒制作的金玫瑰。
在门厅和圣所之间的圆形小厅，装饰着祈祷词“以色列啊，你要听”（Sh’ma Israel）的第一行。希伯来语祈祷词的第一个单词在左边，而俄语祈祷词的第一个单词在右边。这两个版本的祈祷词分别环绕圆形小厅向两侧继续，直到俄语和希伯来语的最后一个单词在对面相遇。妥拉柜的门上则写着十诫。
犹太社区计划在犹太会堂旁边修建一个犹太社区中心，设有博物馆，名为“Tkumah”（重生），还将设有图书馆、慈善厨房、教室和办公室。2012年10月，该多功能中心开幕，名为灯台中心（Menorah center）。
第聂伯罗犹太社区的负责人是维亚切斯拉夫·布雷兹，首席拉比是什穆埃尔·卡米内茨基，他也是乌克兰犹太社区联合会的主要成员。